# Charlie McKee
Charlie McKee, född den 14 mars 1962 i Seattle, Washington, är en amerikansk seglare.
Han tog OS-brons i 49er i samband med de olympiska seglingstävlingarna 2000 i Sydney.